# Donnybrook (Oregon)
Donnybrook (korábban Axehandle majd Kilts) az Amerikai Egyesült Államok északnyugati részén, Oregon állam Jefferson megyéjében elhelyezkedő kísértetváros.
Nevét Jesse Kiltsről kapta, azonban a helyiek inkább a Joe Brannon által az írországi Donnybrooki Kiállítás után adott Donnybrook nevet használták. A településen egykor iskola is működött.

## Fordítás
- Ez a szócikk részben vagy egészben  a   Donnybrook, Oregon című angol Wikipédia-szócikk ezen változatának fordításán alapul.  Az eredeti cikk szerkesztőit annak laptörténete sorolja fel. Ez a jelzés csupán a megfogalmazás eredetét és a szerzői jogokat jelzi, nem szolgál a cikkben szereplő információk forrásmegjelöléseként.